# Stephen Smale
Stephen Smale (ur. 15 lipca 1930 we Flint) – amerykański matematyk, laureat Medalu Fieldsa w 1966 za prace z topologii i teorii układów dynamicznych. W 2006 otrzymał również nagrodę Wolfa z dziedziny matematyki.